# Jacques Planchard
 (juin 2013).
Si vous disposez d'ouvrages ou d'articles de référence ou si vous connaissez des sites web de qualité traitant du thème abordé ici, merci de compléter l'article en donnant les références utiles à sa vérifiabilité et en les liant à la section « Notes et références ».
Jacques, baron Planchard, né le 18 mai 1929 à Virton et mort le 28 juin 2013 à 84 ans, est un homme politique belge wallon qui fut gouverneur de la province de Luxembourg.
Il est docteur en droit et licencié en sciences commerciales et financières (UCL), Master of Business Administration à l'université de Floride.
Il devient officier de réserve. Il entre ensuite à la CECA à Luxembourg où il travaille pendant 18 ans, et y deviendra directeur du commissariat aux comptes.
En 1976, il devient le 16e gouverneur de la province de Luxembourg. Il exerce cette fonction pendant vingt ans, jusqu'à sa retraite en 1996.
De 1997 à 2002, il est président du CA de la Banque Degroof Luxembourg.
Il obtint concession de noblesse héréditaire et du titre personnel de baron, accordée par le roi Albert II de Belgique, en 2005.